# 鴨舌帽

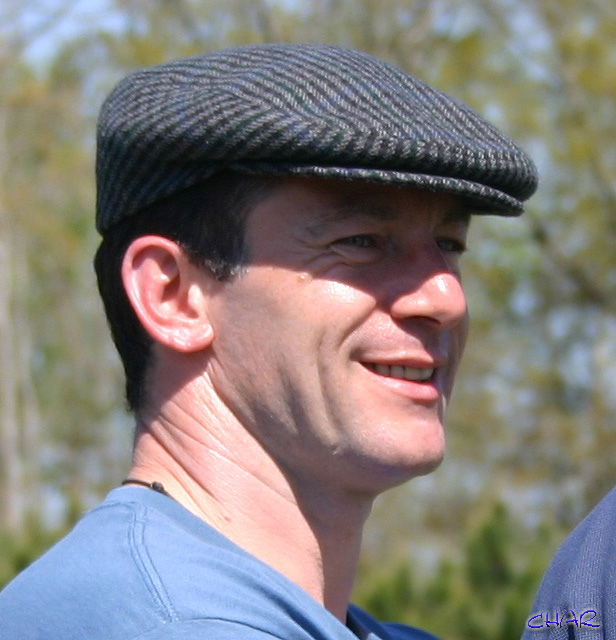
戴著羊毛鴨舌帽的傑森·艾塞克

鴨舌帽（英語：或）是一種在前緣具有小硬邊的圓帽，起源於英國及愛爾蘭。

## 歷史
這種型式的帽子起源於14世紀的北英格蘭，當時通常被稱為bonnet。西元1700年左右，這款帽子被改稱為cap，但在低地蘇格蘭語中還是使用bunnet來稱呼。

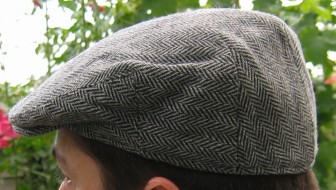
人字紋鴨舌帽的側面